# Route départementale 9 (Alpes-de-Haute-Provence)
Pour les articles homonymes, voir Route départementale 9.
La route départementale 9, abrégée en RD 9 ou D 9, est une des Routes des Alpes-de-Haute-Provence, qui relie Saint-Pons à Barcelonnette.
Cette route fait partie d'un ancien itinéraire projeté entre Les Thuiles (à l'ouest de Saint-Pons) et Saint-Delmas-le-Selvage. C'est pourquoi on trouve une portion de la départementale D9 à l'ouest de Saint-Pons, en direction du hameau de la Lauze. Une deuxième portion, au sud-est de Barcelonnette, contourne le Sauze. Enfin la piste de montagne entre la Bayasse et le faux col de Restefond (au pied du col de la Bonette) est numérotée également D9 sur des cartes, mais cela n'est pas visible sur le terrain.

## Tracé de Saint-Pons à Barcelonnette
- Saint-Pons
- Barcelonnette